# Титосэ-Карасуяма (станция)
Станция Титосэ-Карасуяма (яп. 千歳烏山駅 титосэ карасуяма эки) — железнодорожная станция на линии линии Кэйо, расположенная в районе Сэтагая. Это самая западная станция линии Кэйо, расположенная в специальных районах Токио. К западу от станции проходит граница между специальным районом Сэтагая и городом Тёфу.

## Планировка станции
2 пути и две боковые наземные платформы. Обе платформы соединены с помощью двух подземных переходов под путями.
| 1 | ■ Линия Кэйо | Тёфу ・ Кэйо-Хатиодзи ・(Линия Такао) Такаосангути ・(Линия Сагамихара) Хасимото                        |
| 2 | ■ Линия Кэйо | Мэйдаймаэ ・ Сасадзука ・ Синдзюку ・(Новая Линия Кэйо) Синдзюку ・(Линия Синдзюку) Итигая ・ Мотоявата |

## Вокруг станции
И северная, и южная стороны станции представляют собой большие торговые кварталы. К северу от станции расположено Административное Управление Района Карасуяма.

## История
15-го апреля 1913 года открылась станция Карасуяма, на линии компании Keio Electric Tramway, которая в то время связывала станции Сасадзука и Тёфу. Станция получила название Титосэ-Карасуяма 7-го августа 1929 года. Станция находилась на территории деревни Титосэ, до 1-го октября 1936 года, когда данная деревня была включена в состав города Токио.

## Близлежащие станции
| «                                  |  | Линия          |  | »            |
| ---------------------------------- |  | -------------- |  | ------------ |
| Рока-Коэн                          |  | Keiō Line      |  | Сэнгава      |
| Хатиманъяма                        |  | Rapid          |  | Сэнгава      |
| Сакурадзёсуй                       |  | Commuter Rapid |  | Цуцудзигаока |
| Сакурадзёсуй                       |  | Express        |  | Цуцудзигаока |
| Semi-Ltd. Exp.: не останавливается |  |                |  |              |
| Ltd. Exp.: не останавливается      |  |                |  |              |